# Guillaume-Charles de Prusse
Pour les articles homonymes, voir Guillaume de Prusse (homonymie).

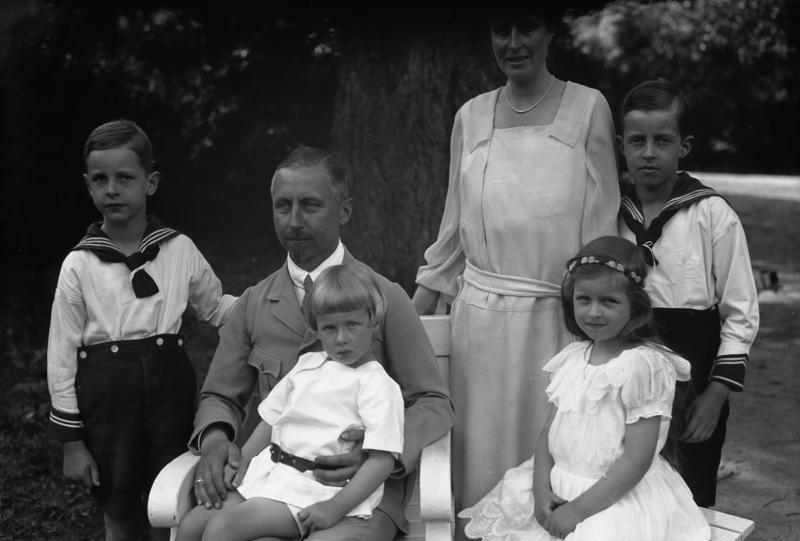
De gauche à droite: Burchard, le père du prince Oscar avec Guillaume-Charles, sa mère la princesse Ina-Marie, Herzeleide et Oscar. (1925).

Guillaume-Charles Adalbert Éric Detloff Prince de Prusse (né le 30 janvier 1922 à Potsdam, mort le 9 avril 2007 à Holzminden) est le maître du grand bailliage de Brandebourg de l'ordre de Saint-Jean. À sa mort, il était l'ultime petit-fils de l'empereur Guillaume II encore en vie.

## Biographie
Guillaume-Charles est le plus jeune des quatre enfants du fils de l'empereur, le prince Oscar de Prusse (1888-1958) et d'Ina-Maria von Bassewitz (1888-1973). 
Les nationaux-socialistes lui interdisent l'accès à une école de droit. Il sert dans la Wehrmacht en tant que lieutenant de réserve. En 1944, il est admis aux Chevaliers de Saint-Jean. À la fin de la Seconde Guerre mondiale, il se rend au manoir Westerbrak de la famille de Grone à Bodenwerder. En 1958, il succède à son père, en devenant le 36e maître du grand bailliage de Brandebourg de l'ordre de Saint-Jean. Parmi ses mérites au cours de son mandat de maître, il organise l'activité diaconale de l'Ordre, le Johanniter Hilfsgemeinschaft (s) et le Johanniter-Unfall-Hilfe ainsi que les réimplantations des maisons religieuses en Allemagne de l'Est. 
De son mariage en 1952 avec Armgard von Veltheim (1926-2019), il a une fille Donata-Victoria (née en 1952, sans alliance) et deux fils, Guillaume-Charles (né en 1955, sans alliance) et Oscar (né en 1959). Ce dernier, l'historien et philosophe Oscar de Prusse succède à son père, en 1999, en tant que maître du grand bailliage de Brandebourg de l'Ordre de Saint-Jean. 
Jusqu'à la fin des années 1970, il est membre de la CDU au conseil de district et au conseil municipal de Holzminden. 
Il est enterré le 18 avril 2007 au cimetière de Bornstedt, où est enterré son frère Oscar, décédé en 1939.

## Vie professionnelle
Après une formation agricole, il entretient des liens étroits avec la famille Gerberding. De 1960 à 1984, il est directeur général de la société Dragoco basée à Holzminden – une entreprise du secteur des parfums et des arômes – et responsable des succursales aux États-Unis. 

## Prix
- Officier de l'ordre du Mérite de la République fédérale d'Allemagne (1982)
- Commandeur de l'Ordre du Mérite (1988)
- Grand officier de l'Ordre du Mérite de la République fédérale d'Allemagne, remise le 9 mars 2001 à Hanovre par le Premier ministre Sigmar Gabriel
- Grand-croix l'ordre du mérite Pro Merito Melitensi de l'ordre souverain de Malte [2]
- Plaque Haarmann et citoyen d'honneur en 2002 de la ville de Holzminden

## Publications

### Livres
- Wilhelm-Karl Prinz von Preußen: Auftrag des Johanniters. Ansprachen und Aufsätze. Nieder-Weisel 1983 (= Heft 11 der Schriftenreihe des Hessischen Genossenschaft des Johanniterordens).
- Wilhelm-Karl Prinz von Preußen und Bernd Baron Freytag von Loringhoven: Johanniter und der 20. Juli 1944. 2. Auflage, Nieder-Weisel 1989 (= Heft 14 der Schriftenreihe des Hessischen Genossenschaft des Johanniterordens).
- Wilhelm-Karl Prinz von Preußen, Karl-Günther von Hase und Hans Poeppel: Die Soldaten der Wehrmacht. Herbig, München 1998 (6. Auflage 2000),  (ISBN 3-7766-2057-9).

### Essais
- Ein Kaiserenkel zu den Tagebüchern des Sigurd v. Ilsemann. In: Frankfurter Allgemeine Zeitung, 8. Dezember 1967, Seite 9
- Replik eines Preußen. In: Evangelische Kommentare 10, 1980
- Kein Operettenregiment. In: Die Zeit, 13. Mai 1988
- Johannes der Täufer: Patron des Johanniter-Ordens. In: Der Johanniterorden. 3/1989
- Mein Preußenbild. In: Reinhard Appel, Karl-Günther von Hase (Hrsg.): Preußen 1701/2001. eco, Köln 2001, S. 20–25,  (ISBN 3-934519-80-6)